# Golovinomyces cichoracearum
Golovinomyces cichoracearum är en svampart. Golovinomyces cichoracearum ingår i släktet Golovinomyces och familjen Erysiphaceae.

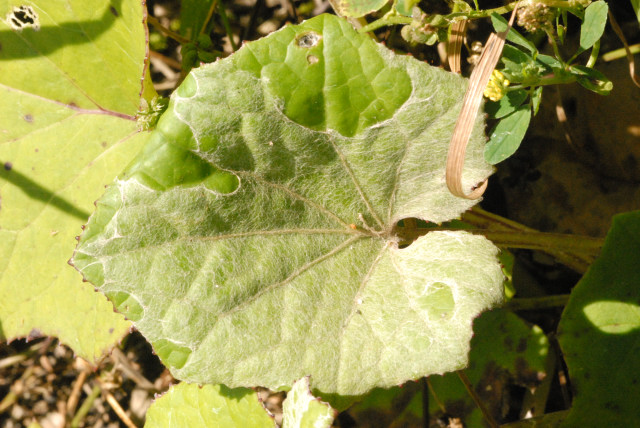
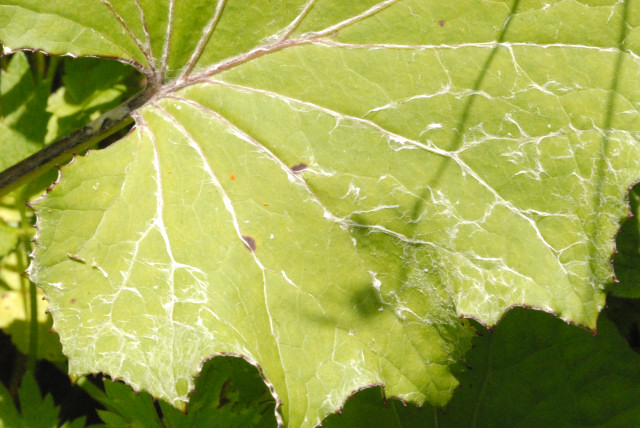

## Underarter
Arten delas in i följande underarter:
- latisporus
- fischeri
- cichoracearum